# Hollabrunn
Hollabrunn (česky Holabrun) je hlavní město stejnojmenného okresu ve Weinviertelu v Dolním Rakousku na řece Göllersbach. Žije zde přibližně 12 tisíc obyvatel.

## Dějiny
Oblast kolem Hollabrunnu byla poprvé osídlena v období neolitu. Kolem roku 300 př. n. l. na jižních svazích kopce Sandberg severozápadně od města krátce existovalo sídliště laténské kultury.
První písemná zmínka o Hollabrunnu pochází z roku 1135. Od roku 1288 se užíval název Oberhollabrunn pro odlišení od Niederhollabrunnu v Okres Korneuburg. V roce 1667 zde byl postaven kapucínský klášter, který Josef II. roku 1783 zrušil.
16. listopadu 1805 nedaleko proběhla bitva u Schöngrabernu mezi francouzským vojskem pod vedením Joachima Murata a ruským vojskem generála Pjotra Bagrationa (který chránil ústupný manévr vojevůdce Kutuzova na sever). V roce 1872 Rakouská severozápadní dráha napojila město na železniční síť. Nemocnice byla vybudována roku 1875. Na město byl Hollabrunn povýšen v roce 1908. Do roku 1938 žila ve městě židovská komunita.

## Politika
Zastupitelstvo má 37 členů.

### Starostové
- 1969 Robert Löffler (ÖVP)
- do roku 2009 Helmut Wunderl (ÖVP)
- 2009–2019 Erwin Bernreiter (ÖVP)
- od roku 2019 Alfred Babinsky (ÖVP)

## Pamětihodnosti
- Morový sloup na hlavním náměstí se sochou Panny Marie z roku 1681. V roce 1713 k němu byly přidány sochy sv. Šebastiána, sv. Rocha, sv. Františka Xaverského a sv. Jana Nepomuckého.
- Kašna z roku 1862 na hlavním náměstí s litinovou sochou sv. Floriána.
- Farní kostel sv. Oldřicha byl postaven kolem roku 1160 v románském slohu a na konci 13. století rozšířen o východní část. Roku 1336 byl zničen a znovu postaven. V 17. století proběhla gotická přestavba. Hlavní barokní oltář byl odstraněn v roce 1823, současný novogotický pochází z roku 1880. Kolem kostela býval hřbitov, který byl zrušen v roce 1784. U kostelní zdi se dochovaly některé náhrobky. Kostelní věž je vysoká 37 m a do roku 1878 měla cibulovitou báň ze šindele.

## Významní rodáci
- Gertrude Brineková (* 1952), rakouská politička
- Rudolf Gehring (* 1948), rakouský politik
- Christine Mannhalterová (* 1948), rakouská hematoložka
- Johanna Miklová-Leitnerová (* 1964), rakouská politička

## Partnerská města
- Holíč, Slovensko
- Ťin-chua, Čína
- Kyjov, Česko